# Nodi blau
El nodi blau (Procelsterna cerulea) és un ocell marí de la família dels làridss (Laridae) que habita al centre i sud de l'oceà Pacífic, criant a penya-segats costaners i platges de les illes Marshall, Hawaii, Fiji, Samoa, Marqueses, Tuamotu i altres.